# راج بوثرا
راج بوثرا (بالإنجليزية: Raj Bothra)‏ هو جراح أمريكي وسياسي من أصل هندي. وهو رئيس سابق للجراحة في مستشفى الصليب المقدس وهو زميل في المجلس الأمريكي (ABIPP). شارك راج مع المنظمات الصحية الهندية في محاضرات لرفع مستوى الوعي بفيروس نقص المناعة البشرية (الإيدز) وتعاطي المخدرات. وهو متحالف سياسيّاً مع الحزب الجمهوري وعينه جورج دبليو بوش رئيساً مشاركاً للائتلاف الآسيوي الأمريكي للانتخابات الرئاسية الأمريكية عام 1988. حصل على رابع أعلى جائزة مدنية من بادما شري، من قبل حكومة الهند، في عام 1999.

## وصلات خارجية
- "Dr. Raj Bothra". Profile. Zoom Info. 2015. مؤرشف من الأصل في 2016-03-05. اطلع عليه بتاريخ 2015-10-31.